# عيسى الكوهجي
عيسى عبد الجبار الكوهجي (25 ديسمبر 1969

) رجل أعمال وسياسي بحريني ونائب عن الدائرة الخامسة بمحافظة المحرق. عضو مجلس النواب منذ 2010.

## السيرة
ولد الكوهجي في 25 ديسمبر 1969. حصل على الشهادة الثانوية العامة.
أنشأ وأدار مدة ثلاث سنوات مشروع الخدمات البحرية لمجموعة عبد الجبار الكوهجي في محافظة جيزان بالمملكة العربية السعودية من 1992 إلى 1995. تم تعيينه عضو مجلس إدارة مجموعة شركات عبد الجبار الكوهجي وأولاده اعتبارا من عام 1995. أنشأ وأدار مصنع القوارب البحرية بالمجموعة من 1996 إلى 2001. ترقى إلى مدير قسم الخدمات البحرية في المجموعة في عام 2001.
في انتخابات مجلس النواب لعام 2010 فاز بمقعد الدائرة الخامسة في محافظة المحرق بعدما جمع 1891 صوت ما نسبته 57.60% بفارق 1265 صوت عن مرشح جمعية المنبر الوطني الإسلامي عدنان بومطيع. وفي انتخابات عام 2014 فاز بمقعد الدائرة الرابعة في محافظة المحرق بعدما جمع 3022 صوت ما نسبته 50.82%.